# Pediasia gruberella
Pediasia gruberella là một loài bướm đêm trong họ Crambidae.